# Kiran Pahal
Kiran Pahal (Hindi किरण पहल; * 5. August 2000 in Rohtak, Haryana) ist eine indische Sprinterin, die sich auf den 400-Meter-Lauf spezialisiert.

## Sportliche Laufbahn
Erste internationale Erfahrungen sammelte Kiran Pahal im Jahr 2024, als sie sich über 400 Meter für die Olympischen Sommerspiele in Paris qualifizierte und dort mit 52,59 s in der Hoffnungsrunde ausschied. 
In den Jahren 2022 und 2024 wurde Pahal indische Meisterin im 400-Meter-Lauf sowie 2019 und 2021 in der 4-mal-400-Meter-Staffel und 2024 in der Mixed-Staffel.

## Persönliche Bestleistungen
- 200 Meter: 23,33 s (0,0 m/s), 20. Juli 2024 in Warschau
- 400 Meter: 50,92 s, 27. Juni 2024 in Panchkula